# Chionaema amatura
Chionaema amatura là một loài bướm đêm thuộc phân họ Arctiinae, họ Erebidae.